# California (Pensilvania)
California es un borough ubicado en el condado de Washington en el estado estadounidense de Pensilvania. En el año 2000 tenía una población de 5.274 habitantes y una densidad poblacional de 185 personas por km².

## Geografía
California se encuentra ubicado en las coordenadas 40°3′55″N 79°53′50″O / 40.06528, -79.89722.

## Demografía
Según la Oficina del Censo en 2000 los ingresos medios por hogar en la localidad eran de $24,628 y los ingresos medios por familia eran $43,168. Los hombres tenían unos ingresos medios de $35,833 frente a los $24,537 para las mujeres. La renta per cápita para la localidad era de $14,412. Alrededor del 22.3% de la población estaba por debajo del umbral de pobreza.